# 魚島
魚島（うおしま）は、芸予諸島にある魚島群島の主島。愛媛県越智郡上島町に属する離島及び有人島である。

## 行政
越智郡上島町に属する。1879年（明治12年）に旧魚島村が成立。その後、弓削村と合併したが、1953年（昭和28年）に再び魚島村として独立した。2004年（平成12年）10月1日に同じく東予地方の弓削町・岩城村・生名村と共に上島町として新設合併し、魚島村は廃止された。

## 自然
島の面積は1.49km2。周囲6.5km。
島内は自然が豊富で、中世に瀬戸内海の豪族であった村上水軍の財宝伝説などがある篠塚公園や神ヶ市古墳など観光名所が存在し、訪れる観光客は数多い。

## 観光
篠塚公園などの観光施設は数多く存在する。
- 城山展望台
  - 展望台からは瀬戸内海が一望できる。

- 亀居八幡神社
  - 社伝によれば、創建は1693年（元禄6年）と言われている。

- 篠塚重広の宝篋印塔
  - 新田四天王の一人である篠塚重広の宝篋印塔が現存している。重要文化財に指定されている。

- 道福寺
  - 本尊は木造地蔵菩薩。境内にある高さ40ｍのイチョウは島内一の巨木。

- 毘沙門天碑
  - 大漁祈願碑。1972年（昭和47年）、壮年会が再建したもの。

## 生活
島の人口は2015年（平成27年）現在で168人。島内は急峻で農地はほとんどなく自給的な農業が行われているにすぎず、主産業は漁業である。
また、上島町が経営するケーブルテレビ・上島町CATVの「魚島局」があり、水道の環境も完備され、生活環境が整えられている。

## 交通
因島土生港発着の船便による（魚島へは弓削港を経由する必要がある）。
- 主要航路
  - 上島町営「ニューうおしま2」
因島土生港 - 弓削港 - 豊島港 - 高井神島港 - 魚島港